# معركة توشكيفكا
معركة توشكيفكا كانت نزاعًا مسلحًا في مدينة توشكيفكا، وهي بلدية جبلية في منطقة سيفيرودونتسك في لوهانسك أوبلاست، كجزء من الغزو الروسي لأوكرانيا عام 2022.

## خلفية
في 24 فبراير 2022، غزت روسيا أوكرانيا، في تصعيد حاد للحرب الروسية الأوكرانية، التي بدأت في عام 2014. تسبب الغزو في أزمة اللاجئين الأسرع نموًا في أوروبا منذ الحرب العالمية الثانية،   بأكثر من 6.5ىمليون أوكراني فروا من البلاد  ونزح ثلث السكان.   في 8 مايو، قال سيرهي هايداي، حاكم لوهانسك أوبلاست، على قناته على تلجرام إن الروس يسيطرون فقط على نصف مدينة بوباسنا،  لكنه اعترف لاحقًا بانسحاب القوات الأوكرانية.  بحلول 12 مايو، هزمت القوات الروسية القوات الأوكرانية في معركة روبيجني وفرضت سيطرة كاملة على المدينة، مما زاد من محاولاتها لتطويق سيفيرودونيتسك.  

## المعركة
في 10 مايو 2022، قدم رئيس الإدارة العسكرية الإقليمية في لوغانسك، سيرجي غايداي، تقريراً عن المعارك الجارية في فويفودوفكا وتوشكيفكا ونيجنايا. أسقطت وحدات الدفاع الجوي الأوكرانية طائرة بدون طيار من طراز أورلان-10. 
في 20 مايو 2022، كانت هناك معركة بين الجيش الروسي والقوات المسلحة لأوكرانيا في منطقة توشكوفكا. 
في 23 مايو 2022، طردت القوات الأوكرانية الجيش الروسي من قرية توشكيفكا بمنطقة لوهانسك. 
في 12 يونيو 2022، حاول الروس اختراق منطقة توشكيفكا كجزء من الهجوم على سيفيرودونيتسك.
في 13 يونيو 2022، استهدفت القوات الروسية مواقع أوكرانية في منطقة مستوطنات ليسيتشانسك وسيفيرودونتسك وتوشكيفكا.
في 21 يونيو 2022، استولت القوات الروسية على توشكيفكا. 